# 柯納·巴洛茲
柯納·巴洛茲（Connor Burrowes，1983年—）是微風少年合唱團的一員，曾在多個合唱團中擔任獨唱並參加演出。

## 歷史
他是家族五個孩子中最年長的一位，現今他和家人居住於英國南部漢普郡。
他個人第一場在合唱團中的演唱會，是與斯德哥爾摩聖公會合唱團（Stockholm Anglican Church Choir）合作演出。該團他在僅僅四歲半的時候就已經加入。而在1991年，八歲那年他和他兩個也追隨他腳步的弟弟Edward和Patrick一同加入了聖保羅大教堂合唱團。聖保羅大教堂是英國一個極重要的合唱團，因而Connor也參加了多場重要的演唱會及錄音，也隨該團到過法國、美國及日本等大國家演出。以一個獨唱的角色，Connor已經接觸了各式各樣不同的合唱音樂，不管是在教堂中或是在表演中。他個人的音樂會處女秀是在倫敦東部的Spitalfield舉行，而他那時候只有十歲又三個月大。他演出了由Richard Hickox指揮的浦契爾的「迪多與埃涅亞斯」（Dido and Aeneas）。四個月後，他又參加了「Anatomy for Peace」這項活動。
1994年時他開始變聲，他在這時仍然以高音部在聖保羅大教堂中演唱了安德魯·洛伊·韋伯的安魂曲中的「仁慈的耶穌」。並且在隨後又參加了不少的演唱會，像是電視轉播的「This is your life」或是甚至登上紐約第五街的聖湯瑪士合唱團座表演。
在1993年時，他加入了由知名指揮家Robert King所指揮的King's Consort。在此期間的表演也使得Connor的音樂表演大有精進。1995年時，Connor成為了該Consort的高音重鎮，之後也在多場英國及波蘭的表演中露面，在Connor離開聖保羅大教堂合唱團後，他在公立卡爾特修道院附屬音樂學院修習歌唱、豎笛以及薩克斯風。也加入了微風少年合唱團，現在則是在該團擔任音樂指揮及監督的職位。也在此時協助該團推出了幾張經典的CD。如在17歲時）。在「聖母頌Boys On Bach」這張唱片擔任專業的錄音工作。
除了演唱之外，Connor也喜歡鋼琴、豎笛及小提琴，他也很想學習管風琴。他對運動也很在行，在板球運動也展現他的天賦，還有像是足球和桌球，都是他喜愛的運動。

## 專輯
他曾經灌錄過的專輯有：
- Consort Songs
- Requiem
- How Can I Keep from Singing
- The Music of St. Paul's Cathedral
- A Quiet Conscience
- Songs From the 17th Century、Menotti - Martin's Lie

參與製作的專輯有：
- Blue Bird
- air
- Boys on Bach
- 微風少年合唱團的聖誕祝福
- 葛利果聖歌

## 外部連結
- Sängerknaben!